# Глазуново (Мценский район)
Глазуново — деревня в Мценском районе Орловской области России. Входит в состав Карандаковского сельского поселения. Прежнее название — с. Чичинево, Чичинеевка, Чичинёвка, Покровское.

## География
Деревня находится в северной части Орловской области, в лесостепной зоне, в пределах центральной части Среднерусской возвышенности, к востоку от реки Оки, на расстоянии примерно 5 километров (по прямой) к северо-западу от города Мценска, административного центра района. Через населённый пункт проходит автодорога 54К-1.
Климат характеризуется как умеренно континентальный с умеренно морозной зимой и теплым, иногда жарким летом. Средняя многолетняя температура самого холодного месяца — января, составляет −9,4°С, температура самого теплого +19°С.
Часовой пояс
Деревня Глазуново, как и вся Орловская область, находится в часовой зоне МСК (московское время). Смещение применяемого времени относительно UTC составляет +3:00.

## Население
| 2002 | 2010 |
| ---- | ---- |
| 446  | →446 |

Половой состав
По данным Всероссийской переписи населения 2010 года в гендерной структуре населения мужчины составляли 47,8 %, женщины — соответственно 52,2 %.
Национальный состав
Согласно результатам переписи 2002 года, в национальной структуре населения русские составляли 94 % из 446 чел.

## Инфраструктура
Действуют средняя школа, фельдшерско-акушерский пункт, сельский клуб и библиотека.

## Достопримечательности
- Бывшая дворянская усадьба Шереметевых, XIX в.[4]

## Улицы
Уличная сеть деревни состоит из восьми улиц.